# Plumbofil·lita
La plumbofil·lita és un mineral de la classe dels silicats. Rep el nom pel seu contingut essencial de plom i la seva estructura laminar deks silicats (del grec φύλλον = fulla).

## Característiques
La plumbofil·lita és un silicat de fórmula química Pb₂Si₄O10·H₂O. Cristal·litza en el sistema ortoròmbic. La seva duresa a l'escala de Mohs és 5. És una espècie estructuralment relacionada amb la pentagonita.
Segons la classificació de Nickel-Strunz, la plumbofil·lita pertany a «09.EA: Fil·losilicats, amb xarxes senzilles de tetraedres amb 4-, 5-, (6-), i 8-enllaços» juntament amb els següents minerals: cuprorivaïta, gil·lespita, effenbergerita, wesselsita, ekanita, fluorapofil·lita-(K), hidroxiapofil·lita-(K), fluorapofil·lita-(Na), magadiïta, dalyita, davanita, sazhinita-(Ce), sazhinita-(La), okenita, nekoïta, cavansita, pentagonita, penkvilksita, tumchaïta, nabesita, ajoïta, zeravshanita i bussyita-(Ce).
L'exemplar que va servir per a determinar l'espècie, el que es coneix com a material tipus, es troba conservat a les col·leccions mineralògiques del Museu d'Història Natural del Comtat de Los Angeles, a Los Angeles (Califòrnia) amb els números de catàleg: 58829, 58830, 58831 i 58832.

## Formació i jaciments
Va ser descoberta a la Mina Blue Bell, situada a la localitat de Zzyzx, dins el districte miner de Silver Lake, al comtat de San Bernardino (Califòrnia, Estats Units). També ha estat descrita a la Black Star open cut, al mont Isa (Queensland, Austràlia). Aquests dos indrets són els únics de tot el planeta on ha estat descrita aquesta espècie mineral.